# Family Channel
Family Channel (spesso abbreviato con Family) è un canale televisivo a pagamento canadese in lingua inglese, destinato a bambini e ragazzi di età compresa tra i 2 e i 15 anni. È di proprietà di Astral Media. La sede centrale del canale si trova a Brookfield Place, vicino al quartiere finanziario del centro di Toronto.
La programmazione presente sul canale è costituita principalmente da serie originali canadesi o importati dalla Disney Channel negli Stati Uniti.

## Programmazione
Family trasmette, oltre ai programmi propri originali, trasmissioni importate da canali come Disney Channel, Disney XD, Nickelodeon, Network Ten.
Programmi originali:
- Katie and Orbie (1996–2005)
- Mentors (2001–2005)
- Henry's World (2003–2005)
- Radio Free Roscoe (2004–2006)
- King (2004–9998)
- Il circo di Jojo (2003–2007)
- Darcy's Wild Life (2004–2006)
- Naturalmente Sadie! (2004–2007)
- La mia vita con Derek (2005–2009)
- I magici piedini di Franny (2006–9998)
- The Latest Buzz (2007–2010)
- Overruled! (2009–2010)
- Wingin' It (2010–2012)
- Baxter (2010–2011)
- Connor Undercover (2010–2011)
- What's Up Warthogs! (2011–2012)
- Miss Reality (2011–2012)
- Debra! (2011–2012)
- The Next Step[1] (2013–)
- Try It (2013)
- Gaming Show (In My Parents' Garage) (2014–presente)
- Nowhere Boys (2015–presente)
- Gortimer Gibbon's Life on Normal Street (2015–presente)
- Degrassi: Next Class (2016–presente)
- Backstage (2016–presente)
- The Other Kingdom (2016-presente)
- Raising Expectations (2016-presente)
- Lost and Found Music Studios (2016 – presente)

## Servizi correlati

Logo di Disney Junior, iniziato ad usare dal 2011

Logo usato per Playhouse Disney Channel, 2007-2011

### Family HD
Il 10 gennaio 2011 ha lanciato un servizio in HD chiamato Family HD.

### Family OnDemand
Family OnDemand è un video on demand (VOD) che permette agli abbonati della rete di vedere in ogni momento i programmi preferiti, inclusi quelli di Disney Channel.

### Disney Junior
Una versione locale di Disney Junior è stata lanciata come Multiplex, originariamente conosciuto come Playhouse Disney. Il canale è stato rilanciato sotto il nuovo marchio Disney Junior il 6 maggio 2011
Una versione in francese di Disney Junior (conosciuta come Playhouse Disney Télé) è stata lanciata il 5 luglio, 2010. In coincidenza con il rebranding del canale inglese, il 6 maggio 2011 è stato rilanciato anche quello francese. Tuttavia, a differenza della versione inglese di Disney Junior, la versione francese è un servizio di categoria 2 che usa una propria licenza.

### Disney Junior OnDemand
Disney Junior On Demand è un video on demand con servizio di programmazione di Disney Junior, disponibile agli abbonati di Family e Disney Junior. Il canale VOD è stato lanciato il 6 maggio 2011.

### Radio Disney
Radio Disney è un servizio disponibile su family.ca, dall'ottobre 2011.

## Loghi

1988-1999
1999-2011
2011-2017
2017-attuale

## Distribuzione internazionale
Al di fuori del Canada, è possibile vedere Family su alcuni sistemi via cavo nei Caraibi e nel Mesoamerica:
- Giamaica - distribuito su sistemi via cavo di flusso.
- Bahamas - distribuito attraverso sistemi di cablaggio.
- Messico - distribuito attraverso sistemi di cablaggio.